# Peter Woodcock
 (janvier 2024).
Si vous disposez d'ouvrages ou d'articles de référence ou si vous connaissez des sites web de qualité traitant du thème abordé ici, merci de compléter l'article en donnant les références utiles à sa vérifiabilité et en les liant à la section « Notes et références ».
Peter Woodcock (5 mars 1939 - 5 mars 2010) est un tueur en série et pédo-criminel canadien qui fut reconnu coupable des meurtres de trois enfants entre septembre 1956 et janvier 1957, ainsi que celui d'un patient en juillet 1991 à l'institut psychiatrique où il était traité.

## Enfance
Woodcock est né à Peterborough (Ontario) d'une mère adolescente et de père inconnu. Il fut rapidement mis en adoption et vécut jusqu'à trois ans dans diverses familles. Il subit des abus physiques en au moins une occasion où il se retrouva hospitalisé pour une torsion du cou.
Se retrouvant enfin dans une famille aisée de Toronto, il fut traité par des psychologues et fréquenta des écoles privées. Sa famille adoptive dépense sans compter.

## Premiers meurtres
À la puberté cependant il développe des fantasmes où il se perçoit comme chef de gang. Il arpente la ville à vélo en quête d'enfants à molester. C'est alors qu'il rencontre et tue ses trois premières victimes.
Un garçon de six ans, Wayne Mallette, fut sa première victime. Le 16 septembre 1956, Woodcock entraîna sa proie sur les lieux désertés du Toronto Exhibition pour le violer et le tuer. Sur le coup, un autre garçon, "Ronald Mowatt",  fut arrêté et accusé du meurtre.
Puis un autre garçon de neuf ans, Gary Morris, fut assassiné trois semaines après le premier meurtre. Il a été enlevé dans le quartier de Cabbagetown et étranglé à Cherry Beach.
Le 19 janvier 1957 Woodcock fit sa troisième victime, Carole Voyce, quatre ans, sous le viaduc Prince Edward. Le meurtrier fut appréhendé la même année grâce à un portrait-robot.

## Incarcération et dernier meurtre
À la suite du procès, Woodcock fut déclaré non coupable pour cause d'aliénation mentale. Il fut placé dans la division Oak Ridge de l'hôpital psychiatrique près de Penetanguishene en Ontario, où il reçut divers traitements dont certains à base de drogues puissantes comme le LSD.
Les traitements ne semblaient pas fonctionner mais finalement Woodcock fut transféré à l'Hôpital psychiatrique de Brockville, une institution plus permissive. C'est à cette période, vers 1982, qu'il changea légalement son nom pour David Michael Krueger.
En 1991, lors de sa première sortie supervisée, il réussit à convaincre Bruce Hamil, meurtrier et ancien patient de l'institut, de l'aider à assassiner Dennis Kerr, un autre patient de Brockville. Il prétendait qu'une confrérie extraterrestre résoudrait tous ses problèmes si le meurtre avait lieu. Le 13 juillet, Hamil se rend dans une quincaillerie et achète les instruments qui serviront au méfait : couteau, hachette, clé à molette et sac de couchage. Kerr fut amené à l'écart et mutilé.
À la suite de ce dernier meurtre brutal, Woodcock avoua sa culpabilité et fut de nouveau interné à Oak Ridge. Cet épisode engendra une enquête et une réévaluation du système de prise en charge des criminels aliénés mentalement.

## Décès
Peter Woodcock est décédé le jour de son anniversaire, le 5 mars 2010, à l'hôpital psychiatrique de Penetanguishene, division de Oak Ridge. Il avait 71 ans et aucune famille.